# Anfilogino Guarisi
Amphilóquio “Filo” Guarisi Marques (født 6. december 1905, død 8. juni 1974) var en brasiliansk/italiensk fodboldspiller (angriber).
Guarisi spillede fodbold i både Brasilien og Italien, og nåede at repræsentere både det brasilianske og det italienske landshold. Han vandt guld med Italien ved VM 1934 på hjemmebane. Han var på banen i én af italienernes kampe i turneringen, 1/8-finalen mod USA. Han nåede i alt at spille seks kampe og score ét mål for det italienske landshold.